# Levoncourt (Mosa)
Levoncourt è un comune francese di 53 abitanti situato nel dipartimento della Mosa nella regione del Grand Est.

## Storia

### Simboli
Lo stemma è stato adottato dal comune il 5 aprile 2016.
Il leone era l'emblema degli Hannel de Levoncourt e dei Peschart d'Ambly che ressero la prevostura che comprendeva Levoncourt e Lavallée.
L'oca è uno degli attributi di san Martino, patrono della parrocchia.
Le macine rappresentano l'attività dei mulini e degli oleifici locali.

## Società

### Evoluzione demografica
Abitanti censiti